# Estadio Ramat Gan
Estadio Ramat Gan (hebreo: איצטדיון רמת-גן), también conocido como El Estadio Nacional (האצטדיון הלאומי), está situado en Ramat Gan en las cercanías de Tel Aviv, Israel.
Completado en 1951, fue un proyecto del arquitecto londinense Ivor Shaw y es el estadio con mayor capacidad de todo el país con capacidad para 41 583, todos ellos sentados, y 13 370 localizados en la tribuna oeste, que fue finalizada en 1982, a la vez que todo el estadio en general era remodelado.
Su uso más popular es para la práctica del fútbol, donde sirvió de hogar de la selección israelí hasta 2014, pero también está diseñado para acoger competiciones de atletismo. Las dimensiones del terreno de juego comprenden 105 m x 68 m, con 10 500 m² de césped y 36 000 m² de parcela total.
Entre otras cosas, el estadio está acomodado con 6 vestuarios, salas de juntas, centros de conferencias, salas de prensa, clínica antidopaje, campos de entrenamiento al lado, cafeterías, restaurantes y un aparcamiento al aire libre con capacidad para 3900 coches.

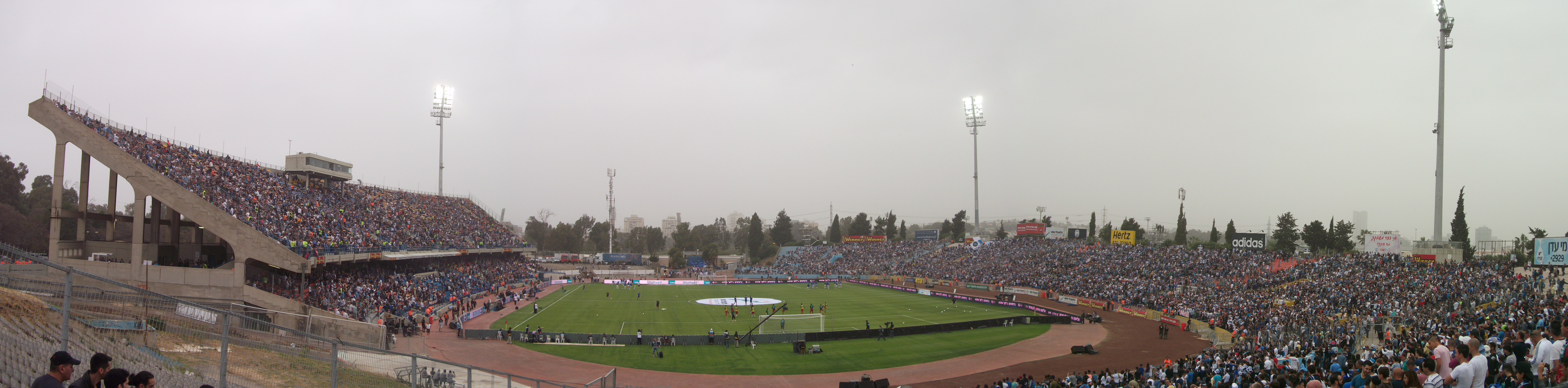
Imagen panorámica del estadio.